# Royal Palm Beach
Royal Palm Beach är en ort (village) i Palm Beach County, i delstaten Florida, USA. Enligt United States Census Bureau har orten en folkmängd på 34 533 invånare (2011) och en landarea på 29 km².